# 马格努斯展开
在数学和物理学中，马格努斯展开（英語：Magnus expansion）为线性算子的一阶齐次线性微分方程的解提供了指数表示，得名於數學家威廉·馬格努斯。特别地，这种方法提供了变系数n阶线性常微分方程组的基矩阵。指数是无穷级数，其项涉及多重积分和嵌套换元。

## 确定情形

### 马格努斯方法及其解释
给定n × n系数矩阵A(t)，我们希望求解与线性常微分方程相关的初值问题
{\displaystyle Y'(t)=A(t)Y(t),\quad Y(t_{0})=Y_{0}}
其中Y(t)是未知n维向量函数。
n = 1时，解为
{\displaystyle Y(t)=\exp \left(\int _{t_{0}}^{t}A(s)\,ds\right)Y_{0}.}
若A(t)对任意一组t, t1、t2仍满足A(t1) A(t2) = A(t2) A(t1)，则此式可推广到n > 1情形。A与t无关时尤为如此。在一般情形下，上述表达式不再是问题的解。
马格努斯提出的解矩阵初值问题的方法是，用某个n阶方阵函数Ω(t, t0)的指数来表示解：
{\displaystyle Y(t)=\exp {\big (}\Omega (t,t_{0}){\big )}\,Y_{0},}
稍后可将其构造为级数展开式：
{\displaystyle \Omega (t)=\sum _{k=1}^{\infty }\Omega _{k}(t),}
为简单起见习惯将Ω(t, t0)写作Ω(t)，并取t0 = 0.
马格努斯意识到，由于d/dt (eΩ) e−Ω = A(t)，可利用庞加莱-豪斯多夫矩阵恒等式将Ω的时间导数和伯努利数及
Ω的伴随自同态联系起来
{\displaystyle \Omega '={\frac {\operatorname {ad} _{\Omega }}{\exp(\operatorname {ad} _{\Omega })-1}}A,}
并以“BCH展开的连续类似物”递归求解Ω，下详。
上式构成了矩阵线性初值问题求解的马格努斯展开式或马格努斯级数。前4项：
{\displaystyle {\begin{aligned}\Omega _{1}(t)&=\int _{0}^{t}A(t_{1})\,dt_{1},\\\Omega _{2}(t)&={\frac {1}{2}}\int _{0}^{t}dt_{1}\int _{0}^{t_{1}}dt_{2}\,[A(t_{1}),A(t_{2})],\\\Omega _{3}(t)&={\frac {1}{6}}\int _{0}^{t}dt_{1}\int _{0}^{t_{1}}dt_{2}\int _{0}^{t_{2}}dt_{3}\,{\Bigl (}{\big [}A(t_{1}),[A(t_{2}),A(t_{3})]{\big ]}+{\big [}A(t_{3}),[A(t_{2}),A(t_{1})]{\big ]}{\Bigr )},\\\Omega _{4}(t)&={\frac {1}{12}}\int _{0}^{t}dt_{1}\int _{0}^{t_{1}}dt_{2}\int _{0}^{t_{2}}dt_{3}\int _{0}^{t_{3}}dt_{4}\,\left({\Big [}{\big [}[A_{1},A_{2}],A_{3}{\big ]},A_{4}{\Big ]}\right.\\&\qquad +{\Big [}A_{1},{\big [}[A_{2},A_{3}],A_{4}{\big ]}{\Big ]}+{\Big [}A_{1},{\big [}A_{2},[A_{3},A_{4}]{\big ]}{\Big ]}+\left.{\Big [}A_{2},{\big [}A_{3},[A_{4},A_{1}]{\big ]}{\Big ]}\right),\end{aligned}}}
其中[A, B] ≡ A B − B A是A、B的矩阵交换子。
这些方程可解释如下：Ω1(t)与标量（n = 1）情形下的指数完全重合，但这方程无法给出整个解。若坚持要用指数表示（李群），则要对指数进行修正。马格努斯级数的剩余部分系统地提供了修正：Ω或其部分在解的李群的李代数中。
在应用中，很少能对马格努斯级数精确求和，而要截断才能得到近似解。马格努斯方法的主要优势在于，中截级数通常和精确解具有相同的重要性质，这异于传统摄动理论。例如，经典力学中，时间演化的辛几何特征在每阶近似都得到保留。同样，量子力学时间演化算子的幺正性也得到保留（例如，与解决同一问题的戴森级数相反）。

### 扩展的收敛性
从数学角度看，收敛问题如下：给定矩阵A(t)，何时可得作为马格努斯级数和的指数Ω(t)？
t ∈  [0,T)时，级数收敛的充分条件是
{\displaystyle \int _{0}^{T}\|A(s)\|_{2}\,ds<\pi ,}
其中{\displaystyle \|\cdot \|_{2}}表示矩阵范数。这个结果是通用的，因为可构造特定矩阵，t > T时级数都发散。

### 马格努斯生成器
生成马格努斯展开式中所有项的递归过程利用了下面的递归定义的矩阵 Sn(k)：
{\displaystyle S_{n}^{(j)}=\sum _{m=1}^{n-j}\left[\Omega _{m},S_{n-m}^{(j-1)}\right],\quad 2\leq j\leq n-1,}
{\displaystyle S_{n}^{(1)}=\left[\Omega _{n-1},A\right],\quad S_{n}^{(n-1)}=\operatorname {ad} _{\Omega _{1}}^{n-1}(A),}
然后得到
{\displaystyle \Omega _{1}=\int _{0}^{t}A(\tau )\,d\tau ,}
{\displaystyle \Omega _{n}=\sum _{j=1}^{n-1}{\frac {B_{j}}{j!}}\int _{0}^{t}S_{n}^{(j)}(\tau )\,d\tau ,\quad n\geq 2.}
此处adkΩ是迭代交换子的简写（参见伴随自同态）：
{\displaystyle \operatorname {ad} _{\Omega }^{0}A=A,\quad \operatorname {ad} _{\Omega }^{k+1}A=[\Omega ,\operatorname {ad} _{\Omega }^{k}A],}
其中Bj是伯努利数，而B1 = −1/2。
最后，明确算得这一递归后，就可将Ωn(t)表为涉及n个矩阵A的n-1个嵌套换元的n重积分的线性组合：
{\displaystyle \Omega _{n}(t)=\sum _{j=1}^{n-1}{\frac {B_{j}}{j!}}\sum _{k_{1}+\cdots +k_{j}=n-1 \atop k_{1}\geq 1,\ldots ,k_{j}\geq 1}\int _{0}^{t}\operatorname {ad} _{\Omega _{k_{1}}(\tau )}\operatorname {ad} _{\Omega _{k_{2}}(\tau )}\cdots \operatorname {ad} _{\Omega _{k_{j}}(\tau )}A(\tau )\,d\tau ,\quad n\geq 2,}
随着n增加，这个式子会变复杂。

## 随机情形

### 推广到随机常微分方程
要推广到随机常微分方程，令{\textstyle \left(W_{t}\right)_{t\in [0,T]}}为{\textstyle \mathbb {R} ^{q}}维布朗运动，{\textstyle q\in \mathbb {N} _{>0}}在概率空间{\textstyle \left(\Omega ,{\mathcal {F}},\mathbb {P} \right)}
上，有限时间区间{\textstyle T>0}和自然过滤。现在，考虑线性矩阵值随机伊藤积分方程（索引j采用爱因斯坦求和约定）
{\displaystyle dX_{t}=B_{t}X_{t}dt+A_{t}^{(j)}X_{t}dW_{t}^{j},\quad X_{0}=I_{d},\qquad d\in \mathbb {N} _{>0},}
其中{\textstyle B_{\cdot },A_{\cdot }^{(1)},\dots ,A_{\cdot }^{(j)}}是逐步可测的{\textstyle d\times d}值有界随机过程，{\textstyle I_{d}}是单位矩阵。参考确定情形，并依随机情形做修改，相应的矩阵对数将变为伊藤过程，其展开的前两项为{\textstyle Y_{t}^{(1)}=Y_{t}^{(1,0)}+Y_{t}^{(0,1)}}、{\textstyle Y_{t}^{(2)}=Y_{t}^{(2,0)}+Y_{t}^{(1,1)}+Y_{t}^{(0,2)}}，
其中i、j根据爱因斯坦求和约定
{\displaystyle {\begin{aligned}Y_{t}^{(0,0)}&=0,\\Y_{t}^{(1,0)}&=\int _{0}^{t}A_{s}^{(j)}\,dW_{s}^{j},\\Y_{t}^{(0,1)}&=\int _{0}^{t}B_{s}\,ds,\\Y_{t}^{(2,0)}&=-{\frac {1}{2}}\int _{0}^{t}{\big (}A_{s}^{(j)}{\big )}^{2}\,ds+{\frac {1}{2}}\int _{0}^{t}{\Big [}A_{s}^{(j)},\int _{0}^{s}A_{r}^{(i)}\,dW_{r}^{i}{\Big ]}dW_{s}^{j},\\Y_{t}^{(1,1)}&={\frac {1}{2}}\int _{0}^{t}{\Big [}B_{s},\int _{0}^{s}A_{r}^{(j)}\,dW_{r}{\Big ]}\,ds+{\frac {1}{2}}\int _{0}^{t}{\Big [}A_{s}^{(j)},\int _{0}^{s}B_{r}\,dr{\Big ]}\,dW_{s}^{j},\\Y_{t}^{(0,2)}&={\frac {1}{2}}\int _{0}^{t}{\Big [}B_{s},\int _{0}^{s}B_{r}\,dr{\Big ]}\,ds.\end{aligned}}}

### 推广的收敛性
随机情形下，收敛将受制于停止时间{\textstyle \tau }，第一个收敛结果如下：
在前面关于系数的假设下，存在强解{\textstyle X=(X_{t})_{t\in [0,T]}}及严格为正的停止时间{\textstyle \tau \leq T}，使得：
1. {\textstyle X_{t}}在时间{\textstyle \tau }之前有实数对数{\textstyle Y_{t}}，即

{\displaystyle X_{t}=e^{Y_{t}},\qquad 0\leq t<\tau ;}
2. 以下表示有{\textstyle \mathbb {P} }把握成立：

{\displaystyle Y_{t}=\sum _{n=0}^{\infty }Y_{t}^{(n)},\qquad 0\leq t<\tau ,}

其中{\textstyle Y^{(n)}}是随机马格努斯展开的第n项，定义见下文马格努斯展开式小节；
3. 存在正常数C，仅取决于{\textstyle \|A^{(1)}\|_{T},\dots ,\|A^{(q)}\|_{T},\|B\|_{T},T,d}，其中{\textstyle \|A_{\cdot }\|_{T}=\|\|A_{t}\|_{F}\|_{L^{\infty }(\Omega \times [0,T])}}，于是

{\displaystyle \mathbb {P} (\tau \leq t)\leq Ct,\qquad t\in [0,T].}

### 马格努斯展开式
随机马格努斯展开的推广形式：
{\displaystyle Y_{t}=\sum _{n=0}^{\infty }Y_{t}^{(n)}\quad {\text{with}}\quad Y_{t}^{(n)}:=\sum _{r=0}^{n}Y_{t}^{(r,n-r)},}
其中通用项{\textstyle Y^{(r,n-r)}}是形式为下式的伊藤过程：
{\displaystyle Y_{t}^{(r,n-r)}=\int _{0}^{t}\mu _{s}^{r,n-r}ds+\int _{0}^{t}\sigma _{s}^{r,n-r,j}dW_{s}^{j},\qquad n\in \mathbb {N} _{0},\ r=0,\dots ,n,}
{\textstyle \sigma ^{r,n-r,j},\mu ^{r,n-r}}项可递归定义为
{\displaystyle {\begin{aligned}\sigma _{s}^{r,n-r,j}&:=\sum _{i=0}^{n-1}{\frac {\beta _{i}}{i!}}S_{s}^{r-1,n-r,i}{\big (}A^{(j)}{\big )},\\\mu _{s}^{r,n-r}&:=\sum _{i=0}^{n-1}{\frac {\beta _{i}}{i!}}S_{s}^{r,n-r-1,i}(B)-{\frac {1}{2}}\sum _{j=1}^{q}\sum _{i=0}^{n-2}{\frac {\beta _{i}}{i!}}\sum _{q_{1}=2}^{r}\sum _{q_{2}=0}^{n-r}S^{r-q_{1},n-r-q_{2},i}{\big (}Q^{q_{1},q_{2},j}{\big )},\end{aligned}}}
其中
{\displaystyle {\begin{aligned}Q_{s}^{q_{1},q_{2},j}:=\sum _{i_{1}=2}^{q_{1}}\sum _{i_{2}=0}^{q_{2}}\sum _{h_{1}=1}^{i_{1}-1}\sum _{h_{2}=0}^{i_{2}}&\sum _{p_{1}=0}^{q_{1}-i_{1}}\sum _{{p_{2}}=0}^{q_{2}-i_{2}}\ \sum _{m_{1}=0}^{p_{1}+p_{2}}\ \sum _{{m_{2}}=0}^{q_{1}-i_{1}-p_{1}+q_{2}-i_{2}-p_{2}}\\&{\Bigg (}{{\frac {S_{s}^{p_{1},p_{2},m_{1}}{\big (}\sigma _{s}^{h_{1},h_{2},j}{\big )}}{({m_{1}}+1)!}}{\frac {S_{s}^{q_{1}-i_{1}-p_{1},q_{2}-i_{2}-p_{2},m_{2}}{\big (}\sigma _{s}^{i_{1}-h_{1},i_{2}-h_{2},j}{\big )}}{({m_{2}}+1)!}}}\\&\qquad \qquad +{\frac {{\big [}S_{s}^{p_{1},p_{2},m_{1}}{\big (}\sigma _{s}^{i_{1}-h_{1},i_{2}-h_{2},j}{\big )},S_{s}^{q_{1}-i_{1}-p_{1},q_{2}-i_{2}-p_{2},m_{2}}{\big (}\sigma _{s}^{h_{1},h_{2},j}{\big )}{\big ]}}{({m_{1}}+{m_{2}}+2)({m_{1}}+1)!{m_{2}}!}}{\Bigg )},\end{aligned}}}
算子S定义为
{\displaystyle {\begin{aligned}S_{s}^{r-1,n-r,0}(A)&:={\begin{cases}A&{\text{if }}r=n=1,\\0&{\text{otherwise}},\end{cases}}\\S_{s}^{r-1,n-r,i}(A)&:=\sum _{\begin{array}{c}(j_{1},k_{1}),\dots ,(j_{i},k_{i})\in \mathbb {N} _{0}^{2}\\j_{1}+\cdots +j_{i}=r-1\\k_{1}+\cdots +k_{i}=n-r\end{array}}{\big [}Y_{s}^{(j_{1},k_{1})},{\big [}\dots ,{\big [}Y_{s}^{(j_{i},k_{i})},A_{s}{\big ]}\dots {\big ]}{\big ]}\\&=\sum _{\begin{array}{c}(j_{1},k_{1}),\dots ,(j_{i},k_{i})\in \mathbb {N} _{0}^{2}\\j_{1}+\cdots +j_{i}=r-1\\k_{1}+\cdots k_{i}=n-r\end{array}}\operatorname {ad} _{Y_{s}^{(j_{1},k_{1})}}\circ \cdots \circ \operatorname {ad} _{Y_{s}^{(j_{i},k_{i})}}(A_{s}),\qquad i\in \mathbb {N} .\end{aligned}}}

## 应用
1960年代以来，马格努斯展开作为一种摄动理论工具，已成功应用于物理学和化学的许多领域，从原子物理学和分子物理学到核磁共振和量子电动力学。自1998年以来，它还用于构建矩阵线性微分方程数值积分的实用算法。由于它们集成了马格努斯展开的特性，保留了问题的定性特征，因此相应方案也是几何积分的典型例子。